# 19643 Jacobrucker
19643 Jacobrucker è un asteroide della fascia principale. Scoperto nel 1999, presenta un'orbita caratterizzata da un semiasse maggiore pari a 3,0953391 UA e da un'eccentricità di 0,1332740, inclinata di 1,00909° rispetto all'eclittica.